# Asthena octamacularia
Asthena octamacularia är en fjärilsart som beskrevs av John Henry Leech 1897. Asthena octamacularia ingår i släktet Asthena och familjen mätare. Inga underarter finns listade i Catalogue of Life.